# ジョン・グッドマン
ジョン・グッドマン（John Goodman, 1952年6月20日 - ）はアメリカ合衆国ミズーリ州アフトン出身の俳優。

## 生い立ち
1952年、ミズーリ州に生まれる。母親は飲食店のウェイトレスで、父親は郵便局員だった。しかし、1954年、グッドマンが2歳の時に父親は他界。地元アフトンの高校へ進学して、フットボールをはじめる。奨学金を得てミズーリ州立大学でフットボール選手として活躍していたが、足を負傷してプロフットボール選手の夢を断念。しかし演劇への興味を深めて、1975年に俳優を志してニューヨークに移る。

## キャリア
オフ・ブロードウェイの舞台に立った後にテレビにも出演するようになる。
1983年に『愛に向って走れ』でメジャー映画デビュー。その後もテレビや映画などに出演して、1993年にはコメディエンヌのロザンヌ・バー共演の人気テレビシリーズ『ロザンヌ』の出演でゴールデングローブ賞を受賞。五度目のノミネートでの快挙だった。同作品ではアメリカン・コメディ・アワードも受賞している。2007年には『Studio 60 on the Sunset Strip』でエミー賞を受賞。コーエン兄弟作品の常連でもあり、主演をこなすことは少ないが、クセのある重要な脇役を演じることが多い。2011年と2012年に出演した2作品が2年連続でアカデミー作品賞を受賞している。1991年に製作された『夢を生きた男/ザ・ベーブ』では、伝説の野球選手ベーブ・ルースを喜々と演じて印象を残した。ウォシャウスキー兄弟の『スピード・レーサー』では、真田広之やチョン・ジフンらとも共演している。声優としても定評があり、特長ある声を活かしてピクサー制作の大ヒット長編アニメ『モンスターズ・インク』のサリー役の声を務めたほか、『プリンセスと魔法のキス』など多くのアニメで声優としても活躍している。
舞台面においては2008年にコダックシアターで上演されたチャールズ・ディケンズ原作の小説を基にした舞台『クリスマス・キャロル』ではクリストファー・ロイド（スクルージ役）と共演して、“現代の幽霊”を演じた。その他には劇作家のサミュエル・ベケット原作の戯曲『ゴドーを待ちながら』においてポッツォ役を演じている。
また、コナン・オブライエンが司会を務めた人気深夜トーク番組の『レイト・ナイト・ウィズ・コナン・オブライエン』の放送第1回目のゲスト出演者として同番組の賞も授与されている。2012年にアメリカのパロディ番組『Funny or Die』では、KFCがゲイを擁護する内容のギャグVTRで、創設者カーネル・サンダースを怪演した。

## 私生活
1989年に結婚しており、現在は一人の娘がいる。
チャリティへの関心も高く、2005年にルイジアナ州で多大な被害を及ぼしたハリケーン・カトリーナの救済にも尽力し、当時の地元のコマーシャルにも積極的に出演している。2010年に2010年メキシコ湾原油流出事故が発生した際は、サンドラ・ブロックらと共に基金を募るCMにも出演した。
2007年頃から、ウエイトトレーニングと共に糖分を抑制するなどの食事管理に努め、400ポンド近くあった体重を100ポンド以上を落とすという減量に成功している

。

## 主な出演作品

### 映画
| 公開年 | 邦題 原題                                                                  | 役名                                       | 備考                   | 吹き替え                                                           |
| ------ | -------------------------------------------------------------------------- | ------------------------------------------ | ---------------------- | ------------------------------------------------------------------ |
| 1983   | 愛に向って走れ Eddie Macon's Run                                           |                                            |                        |                                                                    |
| 1983   | ロビン・ウィリアムズの 大混戦サバイバル特訓 The Survivors                  | コマドー                                   |                        |                                                                    |
| 1984   | ナーズの復讐 Revenge of the Nerds                                          | コーチ・ハリス                             |                        |                                                                    |
| 1984   | チャド C.H.U.D.                                                            | ダイナーの警官                             |                        |                                                                    |
| 1985   | ジェシカ・ラングの スウィート・ドリーム Sweet Dreams                       | オーティス                                 |                        |                                                                    |
| 1986   | デヴィッド・バーンの トゥルー・ストーリー True Stories                     | ルイス                                     |                        |                                                                    |
| 1986   | ビッグ・イージー The Big Easy                                              | アンドレ・デソト                           |                        |                                                                    |
| 1987   | 赤ちゃん泥棒 Raising Arizona                                               | ゲイル・スノーツ                           |                        |                                                                    |
| 1987   | バーグラー/危機一髪 Burglar                                                | Nyswander                                  |                        |                                                                    |
| 1988   | パンチライン Punchline                                                     | ジョン・クリトジック                       |                        |                                                                    |
| 1988   | 熱き愛に時は流れて Everybody's All-American                                | ローレンス                                 |                        | 飯塚昭三                                                           |
| 1989   | シー・オブ・ラブ Sea of Love                                               | シャーマン                                 |                        | 島香裕（ソフト版） 池田勝（テレビ朝日版） 玄田哲章（テレビ東京版） |
| 1989   | オールウェイズ Always                                                      | アル・ヤッケイ                             |                        | 玄田哲章（新旧ソフト版） 安西正弘（日本テレビ版）                  |
| 1990   | ステラ Stella                                                              | エド・マン                                 |                        | 池田勝（ソフト版） 麦人（日本テレビ版）                            |
| 1990   | アラクノフォビア Arachnophobia                                             | デルバート・マクリントック                 |                        | 麦人（ソフト版） 玄田哲章（フジテレビ版）                          |
| 1991   | ラルフ一世はアメリカン King Ralph                                          | ラルフ・ジョーンズ                         |                        | 石田太郎                                                           |
| 1991   | バートン・フィンク Barton Fink                                             | チャーリー                                 |                        | 玄田哲章（VHS版） 辻親八（DVD版）                                  |
| 1991   | 夢を生きた男/ザ・ベーブ The Babe                                           | ベーブ・ルース                             |                        | 石田太郎（ソフト版、テレビ朝日版）                                 |
| 1993   | マチネー/土曜の午後はキッスで始まる Matinee                                | ローレンス・ウールジー                     |                        | 石田太郎                                                           |
| 1993   | ボーン・イエスタデイ Born Yesterday                                        | ハリー・ブロック                           |                        | 玄田哲章                                                           |
| 1994   | 未来は今 The Hudsucker Proxy                                               | アナウンサー                               |                        | TBA                                                                |
| 1994   | フリントストーン/モダン石器時代 The Flintstones                            | フレッド・フリントストーン                 |                        | 玄田哲章                                                           |
| 1995   | キングフィッシュ/大統領への挑戦 Kingfish: A Story of Huey P. Long          | Huey P. Long, Jr.                          |                        |                                                                    |
| 1995   | 欲望という名の電車 A Streetcar Named Desire                                | ミッチ                                     | テレビ映画             | 三木敏彦                                                           |
| 1996   | あなたに逢いたい Pie in the Sky                                            | アラン・デヴェンポート                     |                        | 石田太郎                                                           |
| 1996   | マザーナイト Mother Night                                                  | Frank Wirtanen                             |                        | 島香裕                                                             |
| 1997   | ボロワーズ/床下の小さな住人たち The Borrowers                              | Ocious P. Potter                           |                        | 緒方愛香                                                           |
| 1998   | 悪魔を憐れむ歌 Fallen                                                      | ジョーンジー刑事                           |                        | 茶風林（ソフト版） 島香裕（フジテレビ版）                          |
| 1998   | ブルース・ブラザース2000 Blues Brothers 2000                               | マイティ・マック                           |                        | 福田信昭                                                           |
| 1998   | ビッグ・リボウスキ The Big Lebowski                                        | ウォルター・ソブチャック                   |                        | 玄田哲章（新旧ソフト版）                                           |
| 1999   | ジャック・ブル The Jack Bull                                               | トリヴァー                                 | テレビ映画             | 島香裕                                                             |
| 1999   | デスリミッツ The Runner                                                    | ディープスロート                           |                        | 銀河万丈                                                           |
| 1999   | 救命士 Bringing Out the Dead                                               | ラリー                                     |                        | 玄田哲章                                                           |
| 2000   | 2999年異性への旅 What Planet Are You From?                                 | ロナルド・ジョーズ                         |                        |                                                                    |
| 2000   | オー・ブラザー! O Brother, Where Art Thou?                                 | ビッグ・ダン・ティーグ                     |                        | 谷口節                                                             |
| 2000   | ロッキー&ブルウィンクル The Adventures of Rocky & Bullwinkle               | オクラホマの警官                           |                        | 中博史                                                             |
| 2000   | コヨーテ・アグリー Coyote Ugly                                             | ビル・サンフォード                         |                        | 玄田哲章                                                           |
| 2000   | ラマになった王様 The Emperor's New Groove                                  | パチャ                                     | 声の出演               | 楠見尚己                                                           |
| 2001   | マイ・ファースト・ミスター My First Mister                                 | ベンジャミン                               |                        |                                                                    |
| 2001   | ジュエルに気をつけろ! One Night at McCool's                                | デリング刑事                               |                        | 石田太郎                                                           |
| 2001   | ストーリーテリング Storytelling                                            | マーティ・リビングストン                   |                        |                                                                    |
| 2001   | モンスターズ・インク Monsters, Inc.                                        | ジェームズ・P・サリバン (サリー)           | 声の出演               | 石塚英彦 楠見尚己（予告）                                          |
| 2003   | ボブ・ディランの頭のなか Masked and Anonymous                              | アンクル・スウィートハート                 |                        |                                                                    |
| 2003   | ジャングル・ブック2 The Jungle Book 2                                      | バルー                                     | 声の出演               | 郷里大輔（台詞） 鹿野由之（うた）                                  |
| 2004   | ビヨンド the シー 夢見るように歌えば Beyond the Sea                        | スティーヴ・ブラウナー                     |                        | 島香裕                                                             |
| 2005   | ビューティフルメモリー Marilyn Hotchkiss' Ballroom Dancing & Charm School  | スティーヴ・ミルズ                         |                        |                                                                    |
| 2005   | ラマになった王様2 クロンクのノリノリ大作戦 Kronk's New Groove              | パチャ                                     | 声の出演               | 楠見尚己                                                           |
| 2006   | カーズ Cars                                                                | 『モンスターズ・インク』のサリー型トラック | 声の出演（カメオ出演） | 楠見尚己                                                           |
| 2007   | 狼の死刑宣告 Death Sentence                                                | ボーンズ・ダーリー                         |                        |                                                                    |
| 2007   | エバン・オールマイティ Evan Almighty                                       | チャック・ロング議員                       |                        | 玄田哲章                                                           |
| 2007   | ビー・ムービー Bee Movie                                                   | レイトン・T・モンゴメリー                  | 声の出演               | 浦山迅                                                             |
| 2008   | スピード・レーサー Speed Racer                                             | パパ・レーサー                             |                        | 内海賢二                                                           |
| 2009   | お買いもの中毒な私! Confessions of a Shopaholic                            | グレアム・ブルームウッド                   |                        | 玄田哲章                                                           |
| 2009   | エレクトリック・ミスト 霧の捜査線 In the Electric Mist                     | ジュリー・“ベイビー・フィート”・バルボーニ |                        | 野村達也                                                           |
| 2009   | プリンセスと魔法のキス The Princess and the Frog                           | ビッグ・ダディ                             | 声の出演               | 玄田哲章                                                           |
| 2010   | 死を処方する男 ジャック・ケヴォーキアンの真実 You Don't Know Jack          | ニール・ニコル                             | テレビ映画             |                                                                    |
| 2011   | レッド・ステイト Red State                                                 | ジョセフ・キーナン                         |                        | 石田太郎                                                           |
| 2011   | アーティスト The Artist                                                    | アル・ジマー                               |                        |                                                                    |
| 2011   | ものすごくうるさくて、ありえないほど近い Extremely Loud & Incredibly Close | スタン                                     |                        | 岡田吉弘                                                           |
| 2012   | Bunyan and Babe                                                            |                                            |                        | N/A                                                                |
| 2012   | パラノーマン ブライス・ホローの謎 ParaNorman                               | ブレンダーガストおじさん                   | 声の出演               | 白熊寛嗣                                                           |
| 2012   | The Campaign                                                               | Scott Talley                               | カメオ出演             | N/A                                                                |
| 2012   | アルゴ Argo                                                                | ジョン・チェンバース                       |                        | 島香裕                                                             |
| 2012   | 人生の特等席 Trouble with the Curve                                        | ピート・クライン                           |                        | 楠見尚己                                                           |
| 2012   | フライト Flight                                                            | ハーリング・メイズ                         |                        | 楠見尚己                                                           |
| 2013   | ハングオーバー!!! 最後の反省会 The Hangover Part III                       | マーシャル                                 |                        | 石住昭彦                                                           |
| 2013   | インターンシップ The Internship                                            | サミー・ボスコ                             | クレジットなし         | 楠見尚己                                                           |
| 2013   | モンスターズ・ユニバーシティ Monsters University                           | ジェームズ・P・サリバン (サリー)           | 声の出演               | 石塚英彦 楠見尚己（予告）                                          |
| 2013   | インサイド・ルーウィン・デイヴィス 名もなき男の歌 Inside Llewyn Davis      | ロランド・ターナー                         |                        | （吹き替え版なし）                                                 |
| 2014   | ミケランジェロ・プロジェクト The Monuments Men                             | ウォルター・ガーフィールド                 |                        | 楠見尚己                                                           |
| 2014   | トランスフォーマー/ロストエイジ Transformers: Age of Extinction            | ハウンド                                   | 声の出演               | 楠見尚己                                                           |
| 2014   | ザ・ギャンブラー/熱い賭け The Gambler                                      | フランク                                   |                        | 楠見尚己                                                           |
| 2015   | トランボ ハリウッドに最も嫌われた男 Trumbo                                 | フランク・キング                           |                        | 宝亀克寿                                                           |
| 2015   | クーパー家の晩餐会 Love the Coopers                                        | サム                                       |                        | 石住昭彦                                                           |
| 2016   | 10 クローバーフィールド・レーン 10 Cloverfield Lane                        | ハワード                                   | [ 4 ]                  | 北川勝博                                                           |
| 2016   | パトリオット・デイ Patriots Day                                            | エド・デイヴィス警視総監                   |                        | 楠見尚己                                                           |
| 2017   | キングコング:髑髏島の巨神 Kong: Skull Island                               | ウィリアム・“ビル”・ランダ                 |                        | 石住昭彦                                                           |
| 2017   | アトミック・ブロンド Atomic Blonde                                         | エメット・カーツフェルド                   |                        | 楠見尚己                                                           |
| 2017   | バッド・ウェイヴ Once Upon a Time in Venice                                | デイヴ                                     |                        | 堀越富三郎                                                         |
| 2017   | トランスフォーマー/最後の騎士王 Transformers: The Last Knight              | ハウンド                                   | 声の出演               | 楠見尚己                                                           |
| 2017   | ヴァレリアン 千の惑星の救世主 Valerian and the City of a Thousand Planets  | アイゴン・サイラス                         | 声の出演               | 楠見尚己                                                           |
| 2019   | 囚われた国家 Captive State                                                 | ウィリアム・マリガン                       |                        |                                                                    |

### テレビシリーズ
| 放映年    | 邦題 原題                                                          | 役名                                      | 備考                                                         | 吹き替え   |
| --------- | ------------------------------------------------------------------ | ----------------------------------------- | ------------------------------------------------------------ | ---------- |
| 1983      | 警察署長 Chiefs                                                    | ニュート・マレイ                          | 第1シーズン第3話「事件解決編 暴かれたなぞ」                  | 増岡弘     |
| 1987      | こちらブルームーン探偵社 Moonlighting                              | ドナルド・チェイス                        | 第4シーズン第2話「遠く離れて」                               | 玄田哲章   |
| 1988-1997 | Roseanne                                                           | ダン・コナー                              | 計221話出演                                                  | N/A        |
| 1996      | マペット放送局 Muppets Tonight                                     | 本人                                      | 第1シーズン第4話                                             | 島香裕     |
| 1999      | ザ・シンプソンズ The Simpsons                                      | Meathock                                  | 声の出演 第11シーズン第8話「オヤジ暴走族ヘルズサタンズ参上」 | 青森伸     |
| 2000      | Normal, Ohio                                                       | レックス・ギャンブル / ブッチ・ギャンブル | 計7話出演                                                    | N/A        |
| 2003-2004 | ザ・ホワイトハウス The West Wing                                   | グレナレン・ウォーケン下院議長            | 計4話出演                                                    | 大和田伸也 |
| 2004-2005 | Center of the Universe                                             | ジョン・バーネット                        | 計12話出演                                                   | N/A        |
| 2004-2005 | アニマル天国は今日も晴れ Father of the Pride                       | ラリー                                    | 声の出演 計14話出演                                          | 岩崎ひろし |
| 2007      | キング・オブ・ザ・ヒル King of the Hill                            | トミー                                    | 声の出演 第11シーズン第2話「Serpunt」                        |            |
| 2007-2008 | ラマだった王様 学校へ行こう! The Emperor's New School              | パチャ                                    | 声の出演 計16話出演                                          | 楠見尚巳   |
| 2010-2011 | トレメ/ニューオーリンズのキセキ Treme                              | クレイトン・バーネット                    | 計11話出演                                                   | N/A        |
| 2011      | ダメージ Damages                                                   | ハワード・T・エリクソン                   | 計10話出演                                                   |            |
| 2011-2012 | コミ・カレ!! Community                                             | Vice Dean Laybourne                       | 計6話出演                                                    |            |
| 2013-2014 | アルファ・ハウス Alpha House                                       | ギル・ジョン・ビッグス                    | 計21話出演                                                   |            |
| 2018      | ブラック・アース・ライジング Black Earth Rising                    | マイケル・エニス                          | 計8話出演                                                    |            |
| 2021      | モンスターズ・ワーク Monsters at Work                              | ジェームズ・P・サリバン (サリー)          | 声の出演                                                     | 楠見尚己   |
| 2023      | モナーク: レガシー・オブ・モンスターズ Monarch: Legacy of Monsters | ビル・ランダ (老年期)                     | Apple TV+オリジナルシリーズ                                  | 石住昭彦   |

## 日本語吹き替え
主に玄田哲章と楠見尚己が担当している。

## 参照
1. ↑  "people.com : John Goodman: How I Lost 100lbs." 8.5, 2010  http://people.com/bodies/john-goodman-how-i-lost-100-lbs-and-counting/
2. ↑  "news.com.au : celebrity life -Roseanne star John Goodman reveals dramatic weight loss" 1.26, 2017  http://www.news.com.au/entertainment/celebrity-life/roseanne-star-john-goodman-rev
3. ↑  "US Magazine.com : John Goodman Is Nearly Half His Former Size in New Orleans -US Weekly" 2.1, 2017  http://www.usmagazine.com/celebrity-body/news/john-goodman-is-nearly-half-his-former-size-in-new-orleans-w464347
4. ↑  “J.J.エイブラムス製作「10 クローバーフィールド・レーン」が6月17日公開決定”. 映画ナタリー. (2016年3月18日) 2016年3月18日閲覧。